# Bordziówka
Bordziówka (biał. Бардзёўка, Bardziouka) – wieś na Białorusi, w rejonie kamienieckim obwodu brzeskiego. Miejscowość wchodzi w skład sielsowietu Raśna.
Wieś magnacka hrabstwa wysockiego położona była w końcu XVIII wieku powiecie brzeskolitewskim województwa brzeskolitewskiego. 
W 1899 roku ludności prawosławna podlegała parafii Podwyższenia Krzyża Pańskiego w Wysokiem.